# جولیانو رگولانتی
جولیانو رگولانتی (انگلیسی: Giuliano Regolanti؛ زادهٔ ۲۶ ژوئیهٔ ۱۹۹۴) بازیکن فوتبال است.
از باشگاه‌هایی که در آن بازی کرده‌است می‌توان به باشگاه فوتبال اتلتیکو آرتزو اشاره کرد.